# Sofyan Chader
Sofyan Chader (Lyon, 2000. május 12. –) francia labdarúgó, a svájci Luzern középpályása.

## Pályafutása
Chader a franciaországi Lyon városában született.
2020-ban mutatkozott be a Clermont Foot másodosztályban szereplő felnőtt csapatában. Először 2020. február 21-én, a Paris ellen 1–0-ra elvesztett mérkőzés 79. percében, Jonathan Iglesias cseréjeként lépett pályára. A 2021–22-es szezonban a svájci Stade Lausanne Ouchy-nál szerepelt kölcsönben. 2022. augusztus 11-én hároméves szerződést kötött a svájci első osztályban érdekelt Luzern együttesével. 2022. augusztus 13-án, a St. Gallen ellen 4–1-es vereséggel zárult bajnokin debütált és egyben meg is szerezte első gólját a klub színeiben.

## Statisztika
2023. május 29. szerint.
| Klub                              | Szezon   | Bajnokság              | Bajnokság | Bajnokság | Kupa  | Kupa  | Nemzetközi | Nemzetközi | Összesen | Összesen |
| Klub                              | Szezon   | Bajnokság              | Mérk.     | Gólok     | Mérk. | Gólok | Mérk.      | Gólok      | Mérk.    | Gólok    |
| --------------------------------- | -------- | ---------------------- | --------- | --------- | ----- | ----- | ---------- | ---------- | -------- | -------- |
| Clermont Foot                     | 2019–20  | Ligue 2                | 1         | 0         | 0     | 0     | —          | —          | 1        | 0        |
| Clermont Foot                     | 2020–21  | Ligue 2                | 22        | 0         | 1     | 0     | —          | —          | 23       | 0        |
| Clermont Foot                     | Összesen | Összesen               | 23        | 0         | 1     | 0     | 0          | 0          | 24       | 0        |
| Stade Lausanne Ouchy (kölcsönben) | 2021–22  | Swiss Challenge League | 25        | 7         | 3     | 2     | —          | —          | 28       | 9        |
| Luzern                            | 2022–23  | Swiss Super League     | 21        | 4         | 3     | 2     | —          | —          | 24       | 6        |
| Összesen                          | Összesen | Összesen               | 69        | 11        | 7     | 4     | 0          | 0          | 76       | 15       |

## Sikerei, díjai
Clermont Foot
- Ligue 2
  - Feljutó (1): 2020–21